# Vanhoeffenura spinosissima
Vanhoeffenura spinosissima är en kräftdjursart som först beskrevs av Brandt 2002.  Vanhoeffenura spinosissima ingår i släktet Vanhoeffenura och familjen Munnopsidae. Inga underarter finns listade i Catalogue of Life.